# Rychliki
Rychliki (Reichenbach fino al 1945) è un comune rurale polacco del distretto di Elbląg, nel voivodato della Varmia-Masuria.
Ricopre una superficie di 131,66 km² e nel 2004 contava 4 101 abitanti.
Comunità urbane e rurali:
| - Jelonki (Hirschken) - Kwietniewo - Lepno-Buczyniec (Löpen) - Marwica | - Mokajny - Powodowo - Protowo - Rejsyty | - Rychliki - Śliwice - Święty Gaj - Wysoka |

Altre località:
| - Barzyna - Budki - Dymnik - Dziśnity (Dosnitten) - Gołutowo | - Grądowy Młyn - Jankowo (Ankendorf) - Kiersity - Krupin - Liszki | - Marwica Wielka - Sójki - Świdy - Topolno Wielkie - Wopity |